# Sara Tunes
Pour les articles homonymes, voir Sara.
Sara Tunes (née Sara Agudelo Restrepo le 5 octobre 1992, à Medellin) est une chanteuse colombienne. Elle se popularise à l'échelle nationale et internationale après la parution de son premier album, Butterfly, en 2010. Quatre ans plus tard, elle fait paraître l'album XOXO.

## Biographie
Née le 5 octobre 1989, en Colombie, à Medellin, Sara Agudelo Restrepo commence à chanter à un jeune âge en tant que soliste à la chorale de son école, interprétant des chansons pour enfants, des chants traditionnels colombiens et des ballades pop et rock. À l'âge de 11 ans, elle enregistre son premier album avec le chœur appelé Morning Star, dont elle est alors soliste.
Au fil de sa carrière, Sara Tunes partage la scène musicale avec d'autres artistes comme Noel Schajris, Juan Fernando Velasco, Andrés Cepeda, Alberto Plaza, Fanny Lu, Janeth, Rudi Lascala, Manolo Galván, Tormenta, Tinto, FRIO, et de temps à autre avec Andrea Bocelli de Panama.

### Butterfly(2010)
En 2010, Sarah Tunes signe avec EMI Music Colombie, puis compose son premier album Butterfly. Elle se lance quelque temps après dans une carrière nationale et internationale. La même année, elle se lance dans une tournée promotionnelle de son album dans toute la Colombie,. Butterfly est enregistré dans les studios colombiens d'EMI, et envoyé à Miami, aux États-Unis pour le mastering. Le 13 juillet 2010, la radio nationale lance le single Así te amo, dont le clip vidéo est enregistré à Medellin, qui entre au top 40 des classements musicaux nationaux. Après s'être démarqué avec le clip de Así te amo, et avec la sortie de son album, les médias surnomme désormais Tunes comme la « reine de la pop colombienne. » Peu de temps après son lancement, le single Lento est annoncé comme le deuxième single de l'album. Aucune vidéo n'est réalisée.

### XOXOet popularisation (depuis 2011)

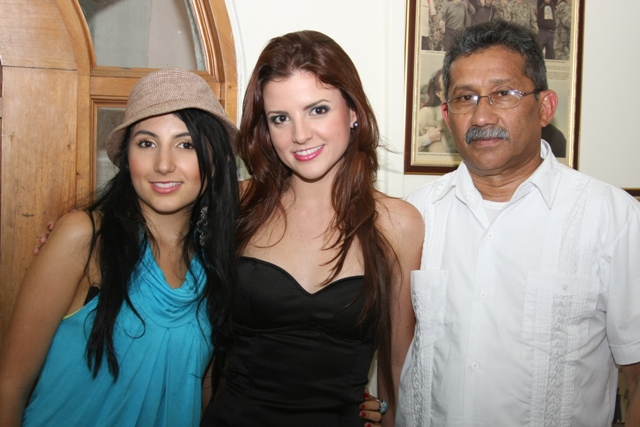
Sarah Tunes à Neiva, Colombie, en 2010.

Sans aucune date officielle annoncée pour son deuxième album XOXO, Sarah Tunes fait paraître une musique du même titre, XOXO le 22 septembre 2011 en Colombie. Le 6 juin 2012, la chanteuse lance le single Beautiful Life en guise de seoncd album officiel de son futur album. La chanson, orientée dubstep, est une reprise et une nouvelle version de la chanson homonyme composée par Ace of Base, initialement la chanson préférée de la chanteuse. Le 9 août 2012, elle en fait paraître le clip officiel sur YouTube. Le 27 octobre 2012, avant d'achever sa tournée XOTour, Sara lance le single VIP, le troisième single de son futur album.
Le 21 mars 2013, Freak Out! Company chante l'hymne aux États-Unis à la Red Bull Arena ; il s'agit de la première fois qu'une chanteuse colombienne chante l'hymne américain. Elle lance, le 7 juin 2013, le single Blame on Me. La chanson est entièrement composée par elle. À la même période, Sara annonce son embauche pour l'enregistrement de la bande originale d'un film américain, une version moderne de l'histoire d'Hamlet de William Shakespeare ; le 2 septembre 2013, elle fait paraître Valentine's Day (From "Hamlet") aux États-Unis, la musique originale du fameux film. Avant ça, elle fait paraître la chanson Do You Believe In Love en collaboration avec Fainal.
Sara Tunes annonce via sa page officielle Facebook travailler sur des genres différents comme la pop et dance, de house et d'electronica.

## Albums studio
- 2010 : Butterfly
- 2014 : XOXO

## Distinctions
| Année | Prix            | Nomination | Catégorie                       | Résultat   | Réf.   |
| ----- | --------------- | ---------- | ------------------------------- | ---------- | ------ |
| 2010  | Premios Tv Fama | Sara Tunes | Meilleure révélation artistique | Lauréat    | [ 20 ] |
| 2010  | Premios Tv Fama | Butterfly  | Album de l'année                | Nomination | [ 20 ] |
| 2010  | Premios Tv Fama | Así te amo | Vidéoclip de l'année            | Lauréat    | [ 20 ] |
| 2011  | Premios Shock   | Tú         | Meilleure artiste               | Nomination | [ 21 ] |